# Austerity (Band)
Austerity ist eine 2005 gegründete Funeral-Doom-Band.

## Geschichte
Der als „Zavo“ und „Brother Humbler“ für unterschiedliche italienische Musikgruppen aktive sonst anonym agierende Musiker gründete Austerity 2005 in Modena als ein an Drone- und Funeral-Doom orientiertes Soloprojekt. Mit dem Studioprojekt Austerity produzierte „Brother Humbler“ über die aktive Phase der Band hinweg sporadisch Veröffentlichungen, die insbesondere über das portugiesische Independent-Label Bubonic Productions beziehungsweise das zugehörige Sublabel Bubonic Doom erschienen. Nach dem 2005 veröffentlichten Demo Perpetua Nox Dormienda Est erschien erst 2009 das Debütalbum Austerity, nachkommend erschien lediglich 2013 eine gemeinsam mit Black Temple Below veröffentlichte Split-Single.

## Stil
Die Musik von Austerity wird dem Funeral Doom zugeordnet. Das Webzine Doom-Metal.com beschreibt die Band als „langsam und elendiges Funeral-Projekt in der Tradition von Skepticism.“ Das Gitarrenspiel wird als trostlos bezeichnet und von ausladenden Dark-Ambient-Passagen begleitet. Der Musik wird ein nüchterner Genre-Purismus attestiert, der sich auch in den von Totengebeten inspirierten Liedtexten zeige. Diese werden in Latein, Deutsch und Italienisch vorgetragen. Das Label Weird Truth Productions beschreibt die Musik als Dark-Ambient-Doom mit unheimlichen Gitarren-Riffing, düsterem Chanting und bizarr anmutenden Klangelementen.

## Diskografie
- 2005: Perpetua Nox Dormienda Est (Demo, Farbstoff Abstract Media Prod./Bubonic Productions)
- 2009: Austerity (Album, Bubonic Doom)
- 2013: Austerity/Black Temple Below (Split-Single mit Black Temple Below, Bubonic Productions/Master Black Winds)